# Koncz János (hegedűművész)

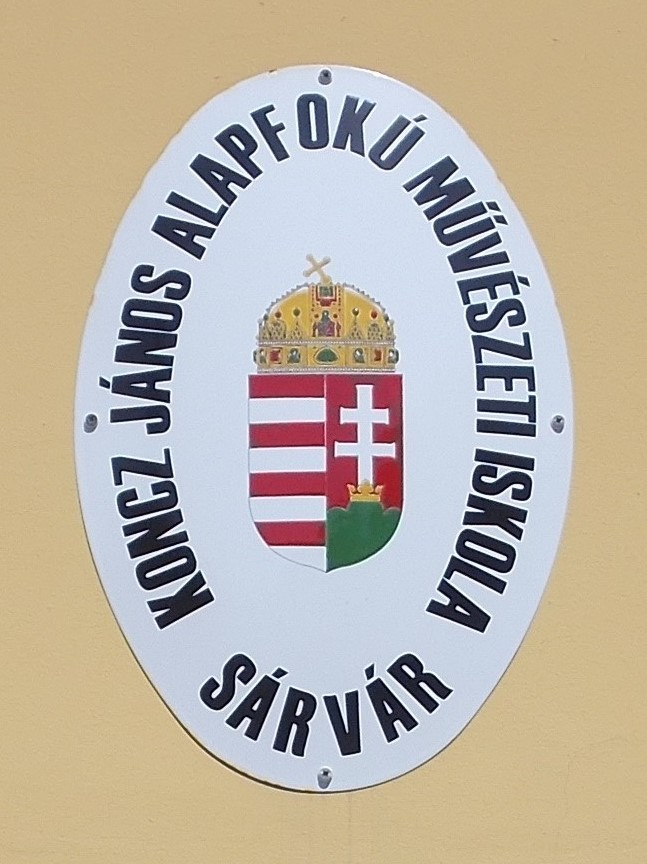
Koncz János Alapfokú Művészeti Iskola. Zeneiskola. Vas vármegye, Sárvár, Várkerület 31

Koncz János (Szombathely, 1894. november 26. – Budapest, 1937. január 18.) magyar hegedűművész, zeneakadémiai tanár. Vándor Kálmán (1898–1949) író, újságíró unokatestvére.

## Életpálya
Kései gyermekként született. Édesapja, Koncz János a Szombathelyi Takarékpénztár tisztviselője, a Szombathelyi Dalosegylet és a Zenekedvelők Egyesületének tagja volt. Édesanyja, Kemény Emília a kisfiú születése után egy hónappal, karácsonykor tbc-ben hunyt el. Nővére, Irén zongoratanár volt és rendszeresen fellépett a város zenei műsorain.
Tehetsége korán megmutatkozott, 7-8 éves korában a zongora alá bújva hegedűn utánozta testvére zongorajátékát. Nővére és sógora, Balassa Kálmán hegedűművész segítségével került Budapestre. 1909-ben azonnal III. éves növendékként kezdte meg tanulmányait a Zeneakadémián, ahol mestere Hubay Jenő volt. Rendszeresen fellépett a Zeneakadémián, a Pesti Vigadóban, de országszerte adott koncerteket (Kőszeg, Kassa, Debrecen Békéscsaba, Szombathely, Pécs stb.).
1919. január 6-án házasságot kötött Keömley Bianka dalénekesnővel, akivel rendszeresen koncerteztek együtt. 1920-tól megnyílt előtte a külföldi szereplések lehetősége. Hat évre feleségével Olaszországba, Firenzébe költöztek. Nemzetközi karrierjének egyik csúcspontja 1926. augusztus 28-a a Salzburgi Ünnepi Játékokon Bruno Walter vezényelte Mozart mű, a G-dúr hegedűverseny volt a Bécsi Filharmonikusok kíséretével.
1928-tól a Zeneművészeti Főiskolán tanított. Utolsó hazai fellépésére 1934-ben került sor. Max Bruch hegedűversenyét játszotta a Fricsay Richárd által dirigált 82 tagú zenekar kíséretében. A rádió által is közvetített koncerten Székely Mihály operaáriáit szintén hallhatta a közönség.
Többek között Mozart, Bach, Beethoven, Schubert, Haydn, Brahms, Richard Strauss, Bruch, Chopin, Mendelssohn, Csajkovszkij, Rimszkij Korszakov, Lalo, Nardini, Moskovszki, Wieniavszkit Goldmark, Rameatı, Berlioz, Tartini, Debussy, Frank Cesar, Grieg, Kreisler, a cseh Neruda, Paganini, Sarasate, Lalo, Tarnay Alajos, Kósa György, és Vjötan művei szerepeltek repertoárján, de játszott néger dalokat, magyar nótákat.
Bár ifjú korára megerősödött, a betegség csíráit magában hordozta. 1936 őszén kórházba került, s fiatalon, 1937. január 18-án halt meg. A Farkasréti temetőben temették el, de 1986-ban exhumálták és feleségével közös sírba helyezték Szombathelyen a Jáki úti temetőben.

## Emlékezete, tisztelete
- Sárváron alapfokú művészeti iskola viseli a nevét.
- Szombathelyen utcát neveztek el róla.
- Szülővárosában, Szombathelyen 1974 óta háromévenként megrendezik a Koncz János Országos Tehetségkutató Hegedűversenyt. A verseny győztesei Borsos Miklós alkotását a Koncz–plakettet kapják jutalmul.
- 1975-ben Schaár Erzsébet szobrászművész elkészítette mellszobrát, amely a szombathelyi Bartók Béla Zeneiskola aulájában látható.

## Emléktáblája
Szombathelyen a Kálvária utca 10-es számú ház falán látható.

## Síremléke
Szombathelyen, a Jáki úti temetőben található.